# Слънчев загар
Слънчев загар или слънчев тен се нарича процесът, чрез който цветът на кожата потъмнява или добива загар. Това се случва най-често в резултат от излагане на ултравиолетовите лъчи от Слънцето или на лампите на солариум. Някои хора използват химични продукти, които придават ефекта на загар, без да включват излагането на ултравиолетови лъчи.
В днешно време, младите жени в Западния свят често целят получаването на загар на кожата. Въпреки това, тенът невинаги е бил модерен. Всъщност, до 1920-те години загорялата кожа се е свързвала с низшите обществени прослойки, тъй като те са работели на полето и са били постоянно изложени на слънчева светлина. Тогава жените са полагали големи усилия, за да запазят кожата си светла. Модата на тена се поражда през 1920-те години във Франция покрай Коко Шанел и Джозефин Бейкър.

## Влияние върху кожата
Умереното излагане на слънчева светлина допринася за производството на меланин и витамин D в човешкото тяло, но прекомерното излагане на ултравиолетови лъчи има вредно влияние върху здравето, предизвиквайки слънчеви изгаряния, увеличавайки риска от рак на кожата и ускорявайки стареенето на кожата. Някои хора хващат загар или изгарят по-лесно, отколкото други. Това може да се дължи на различните видове кожа или естествения цвят на кожата.

## Механизъм
Меланинът е естествен пигмент, произвеждан от клетки, наричани меланоцити. Меланоцитите произвеждат два вида меланин: феомеланин (червен) и еумеланин (тъмнокафяв). Меланинът защитава тялото от поглъщане на прекомерно количество ултравиолетови лъчи. Прекаленото ултравиолетово облъчване предизвиква слънчево изгаряне, както и преки щети по ДНК на кожата. Тялото отговаря като започва да поправя щетите и защитава кожата, като произвежда повече меланин в кожните клетки. Това води до потъмняване на кожата. Процесът на загар може да се задейства както от естествена слънчева светлина, така и от изкуствено ултравиолетово лъчение.